# Радищевский район
Ради́щевский райо́н — административно-территориальная единица (административный район) и муниципальное образование (муниципальный район) в южной части Ульяновской области России.
Центр района — посёлок городского типа Радищево. Юго-восточная часть района омывается водами Саратовского водохранилища. Площадь района составляет 1637 км².

## История

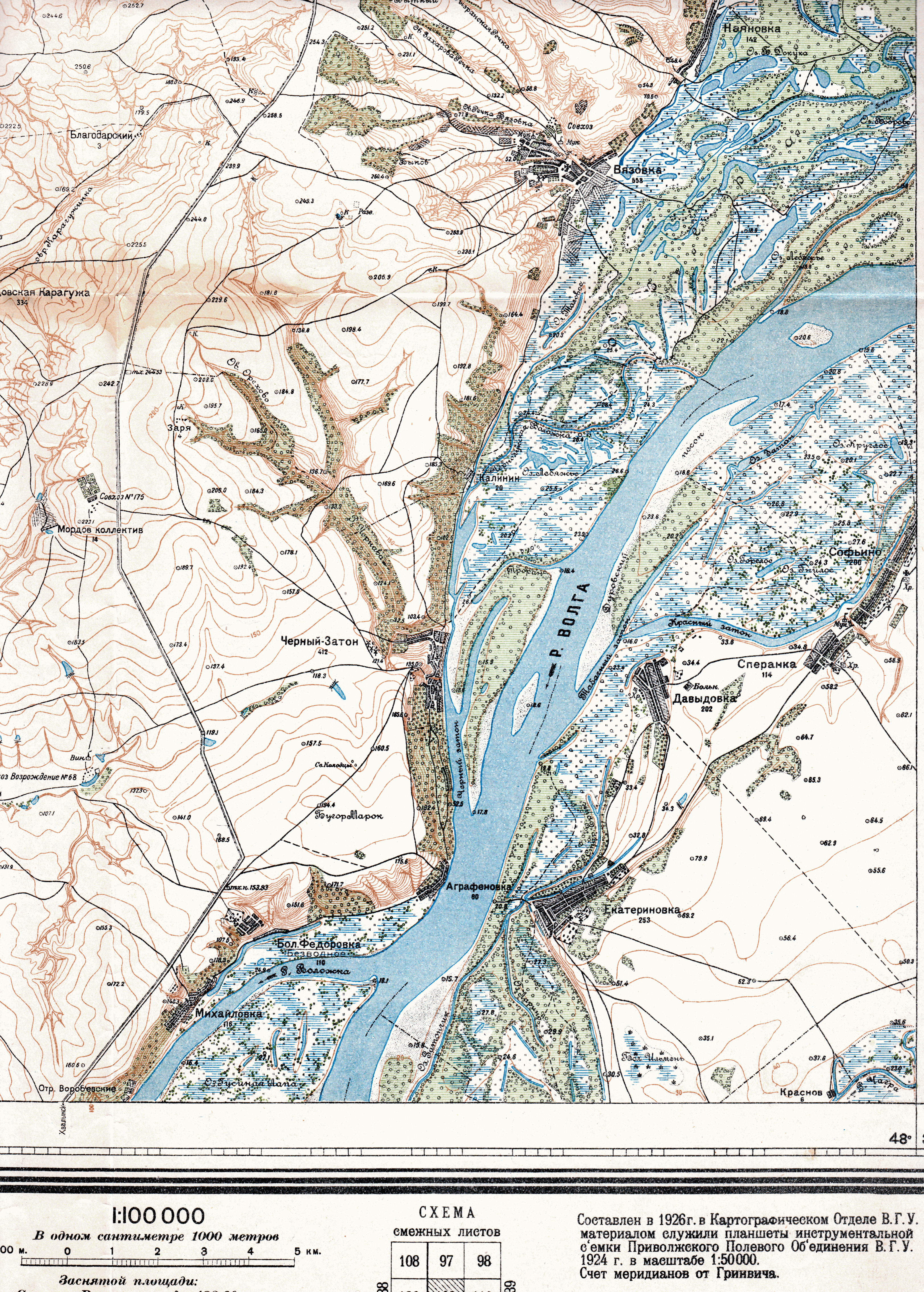
Радищевский район в 1924 г.

Радищевский район был образован в 1935 году, село Радищево стало районным центром. В состав района вошли 44 колхоза, зерносовхоз «Сызранский» и две МТС. Промышленность района составляли: 8 мельниц, 2 сырзавода, 4 маслозавода, овощесушильный завод, винное производство.
При создании Саратовского водохранилища в 1967—1968 годах, был затоплен хутор Калиновский, Основанный в 1920-х годах мордовскими переселенцами из сёл Вязовка, Старая Лебежайка и Мордовская Карагужа .
23 сентября 2016 года от Радищевского одномандатного избирательного округа № 188 депутатом Государственной думы Федерального собрания РФ VII созыва избран В. А. Третьяк.

## Население
| 1939    | 1959    | 1970    | 1979    | 1989    | 2002    | 2009    | 2010    | 2011    |
| ------- | ------- | ------- | ------- | ------- | ------- | ------- | ------- | ------- |
| 29 081  | ↘21 261 | ↘18 458 | ↘15 928 | ↘15 809 | ↘15 770 | ↘13 891 | ↗14 284 | ↘14 218 |
| 2012    | 2013    | 2014    | 2015    | 2016    | 2017    | 2018    | 2019    | 2020    |
| ↘13 797 | ↘13 436 | ↘13 109 | ↘12 834 | ↘12 638 | ↘12 472 | ↘12 310 | ↘12 131 | ↘12 047 |
| 2021    |         |         |         |         |         |         |         |         |
| ↘11 636 |         |         |         |         |         |         |         |         |

### Национальный состав
| №  | Национальность | 1939 год       | 2010 год       |
| -- | -------------- | -------------- | -------------- |
| 1  | Русские        | 24483 (84,2 %) | 11185 (78,5 %) |
| 2  | Татары         | 479 (1,6 %)    | 1506 (10,6 %)  |
| 3  | Мордва         | 1574 (5,4 %)   | 516 (3,6 %)    |
| 4  | Украинцы       | 1749 (6 %)     | 267 (1,9 %)    |
| 5  | Армяне         | ...            | 214 (1,5 %)    |
| 6  | Чуваши         | 42 (0,1 %)     | 172 (1,2 %)    |
| 7  | Белорусы       | 618 (2,1 %)    | 59 (0,4 %)     |
| 8  | Казахи         | 41 (0,1 %)     | ...            |
| 9  | Другие         | 94             | 325            |
| 10 | Не указали     | 7              | 40             |
| 11 | Всего          | 29081          | 14 284         |

## Административное деление
Радищевский административный район в рамках административно-территориального устройства области делится на 1 поселковый округ и 4 сельских округа.
Одноимённый муниципальный район в рамках организации местного самоуправления (муниципального устройства) включает 5 муниципальных образований, в том числе 1 городское поселение и 4 сельских поселения.
Поселковые округа соответствуют городским поселениям, сельские округа — сельским поселениям.
| № | Муниципальное образование       | Админ. центр             | Количество населённых пунктов | Население (чел.) | Площадь (км²) |
| - | ------------------------------- | ------------------------ | ----------------------------- | ---------------- | ------------- |
| 1 | Радищевское городское поселение | рабочий посёлок Радищево | 8                             | ↘5140            | 342,87        |
| 2 | Дмитриевское сельское поселение | село Дмитриевка          | 3                             | ↘915             | 313,70        |
| 3 | Калиновское сельское поселение  | село Калиновка           | 7                             | ↗1622            | 374,87        |
| 4 | Октябрьское сельское поселение  | посёлок Октябрьский      | 3                             | ↘2378            | 255,09        |
| 5 | Ореховское сельское поселение   | село Ореховка            | 10                            | ↘1581            | 353,34        |

### Населённые пункты
Район включает 31 населённый пункт, в том числе 1 городской (рабочий посёлок) и 30 сельских:
| №  | Населённый пункт    | Тип             | Население | Муниципальное образование       |
| -- | ------------------- | --------------- | --------- | ------------------------------- |
| 1  | Адоевщина           | село            | 684       | Радищевское городское поселение |
| 2  | Белогоровка         | деревня         | 0         | Радищевское городское поселение |
| 3  | Богдановка          | деревня         | 8         | Радищевское городское поселение |
| 4  | Верхняя Маза        | село            | 993       | Октябрьское сельское поселение  |
| 5  | Вишнёвый            | посёлок         | 127       | Калиновское сельское поселение  |
| 6  | Володарский         | посёлок         | 145       | Ореховское сельское поселение   |
| 7  | Волчанка            | село            | 320       | Ореховское сельское поселение   |
| 8  | Воскресеновка       | село            | 183       | Радищевское городское поселение |
| 9  | Вязовка             | село            | 405       | Калиновское сельское поселение  |
| 10 | Гремячий            | посёлок         | 197       | Дмитриевское сельское поселение |
| 11 | Громово             | разъезд         | 15        | Ореховское сельское поселение   |
| 12 | Дмитриевка          | село            | 514       | Дмитриевское сельское поселение |
| 13 | Журавлиха           | посёлок         | 0         | Ореховское сельское поселение   |
| 14 | Калиновка           | село            | 674       | Калиновское сельское поселение  |
| 15 | Кубра               | посёлок         | 382       | Калиновское сельское поселение  |
| 16 | Кубра               | станция         | 19        | Калиновское сельское поселение  |
| 17 | Мордовская Карагужа | село            | 324       | Ореховское сельское поселение   |
| 18 | Моховое             | посёлок         | 21        | Ореховское сельское поселение   |
| 19 | Нижняя Маза         | село            | 318       | Октябрьское сельское поселение  |
| 20 | Новая Дмитриевка    | село            | 446       | Радищевское городское поселение |
| 21 | Октябрьский         | посёлок         | 1680      | Октябрьское сельское поселение  |
| 22 | Ореховка            | село            | 789       | Ореховское сельское поселение   |
| 23 | Паньшино            | село            | 117       | Калиновское сельское поселение  |
| 24 | Радищево            | рабочий посёлок | ↘3933     | Радищевское городское поселение |
| 25 | Рябина              | станция         | 190       | Калиновское сельское поселение  |
| 26 | Рязановка           | село            | 73        | Радищевское городское поселение |
| 27 | Соловчиха           | село            | 438       | Дмитриевское сельское поселение |
| 28 | Софьино             | село            | 307       | Ореховское сельское поселение   |
| 29 | Средниково          | село            | 102       | Ореховское сельское поселение   |
| 30 | Чауши               | село            | 51        | Радищевское городское поселение |
| 31 | Шевченко            | посёлок         | 164       | Ореховское сельское поселение   |

## Экономика
Сельское хозяйство специализируется на производстве зерна (яровая пшеница, озимые рожь и пшеница), разведении крупного рогатого скота.
В районе 13 сельскохозяйственных кооперативов и 1 агрофирма, 4 промышленных и 5 перерабатывающих и обслуживающих предприятий.
Ведётся добыча нефти, имеются разведанные месторождения огнеупорной глины.

## Культура
Организацией культурно-массовой работы и досуга населения занимаются 23 клубных учреждения, 18 библиотек, 14 киноустановок, 2 школы искусств и районный краеведческий музей.
В селе Верхняя Маза, где провёл последние годы своей жизни поэт — герой войны 1812 года Денис Давыдов, в средней школе организован музей поэта. На месте, где до перезахоронения в Москву хранился прах Дениса Давыдова, разбит сквер, в котором установлен бронзовый бюст поэта (скульптор Р. А. Айрапетян).

## Достопримечательности
- Ландшафтный природный объект Наяновка — памятник природы расположен в Радищевском районе, в 3 км к северо-востоку от с. Вязовка[30].
- Меловые холмы с комплексом редких кальцефильных растений — памятник природы расположен в Радищевском районе, в 3 км к юго-востоку от с. Калиновка[31].
- Меловые степи с караганой — памятник природы, занесён в соответствующий кадастр как ООПТ Ульяновской области.

## Известные люди
- Денис Давыдов — поэт, герой Отечественной войны 1812 года, жил в селе Верхняя Маза.
- Фатьянов, Андрей Ефремович
- Масляев, Вадим Ефимович
- Левин, Дмитрий Павлович
- Емельянов, Пётр Николаевич
- Капкаев, Владимир Васильевич
- Горбунов, Кузьма Яковлевич (1903—1986) — советский писатель, родился и жил в селе Паньшино, в окрестностях которого снят фильм «Ледолом»[32].